# Sakari Saarikivi
Eero Sakari Saarikivi, född 19 mars 1911 i Joensuu, död 15 september 1985 i Helsingfors, var en finländsk konsthistoriker och museiman.
Saarikivi avlade filosofie doktorsexamen 1957. Han var verksam som chef för upplysningsavdelningen vid Finlands konstakademi 1958–1967, som professor i konsthistoria vid Jyväskylä universitet 1967–1969 och som intendent på Ateneum i Helsingfors 1969–1977. År 1973 förlänades han professors namn.
Saarikivi publicerade en rad översiktsverk om Finlands konst.

## Publikationer i urval
- Suuret taiteilijat, 2 band, 1948–1949
- Suomen taidetta 1900-luvulla, 1952
- Aikamme maalaustaide, 1961